# Pseudonchus donsi
Pseudonchus donsi är en rundmaskart som beskrevs av Allgen 1948. Pseudonchus donsi ingår i släktet Pseudonchus och familjen Choniolaimidae. Inga underarter finns listade i Catalogue of Life.